# Wolfgang Kreißig
Wolfgang Kreißig (* 29. August 1970 in Gehrden) ist ein ehemaliger deutscher Hochspringer. Er wurde 1996 und 2000 Deutscher Meister in dieser Disziplin und nahm 1996 und 2000 an den Olympischen Spielen teil. Am 27. März 2017 wurde er zum Präsidenten der Landesanstalt für Kommunikation Baden-Württemberg ernannt.

## Leben
Kreißig spielte in der Jugend Fußball und kam erst mit 16 Jahren zum Hochsprung. Bereits 1989 wurde er deutscher Juniorenmeister und bei den deutschen Meisterschaften im Erwachsenenbereich Siebter. Bei den Junioreneuropameisterschaften, die im selben Jahr in Varaždin stattfanden, gewann er die Bronzemedaille.
1994 übersprang er 2,21 m. In den folgenden Jahren etablierte er sich als einer der besten deutschen Hochspringer, gemeinsam mit seinen Kollegen Ralf Sonn und Wolf-Hendrik Beyer. 1996 wurde Kreißig mit 2,24 m Deutscher Meister und qualifizierte sich für die Olympischen Spiele in Atlanta, wo er mit 2,29 m Neunter wurde. Während dieser Spiele lernte er seine spätere Ehefrau Alina Astafei kennen. Beide starteten für die MTG Mannheim. Bei den Hallenweltmeisterschaften 1997 wurde Kreißig Siebter.
In den Folgejahren steigerte er seine Bestleistung kontinuierlich auf 2,34 m, konnte aber bei deutschen Meisterschaften in drei Anläufen nicht den aufstrebenden Martin Buss bezwingen. Im Olympiajahr 2000 verletzte sich Buss, und Kreißig holte mit 2,30 m seinen zweiten Meistertitel und qualifizierte sich für die Olympischen Spiele in Sydney. Dort wurde Kreißig mit wieder 2,29 m Achter. Im darauffolgenden Jahr beendete Kreißig seine Karriere.
Kreißig ist 1,96 m groß und wog während seiner Sportlerlaufbahn 82 kg. Seine Bestleistung liegt bei 2,34 m, aufgestellt 1999 in Mannheim.
Nach seiner Sportlerlaufbahn wurde der promovierte Jurist Kreißig Richter am Landgericht Stuttgart, später wechselte er in das Staatsministerium Baden-Württemberg, wo er zuletzt das Medienreferat leitete. Der Verbandstag des Deutschen Leichtathletik-Verbandes (DLV) brachte im November 2017 personelle Erneuerungen, und Kreißig wurde Vorsitzender des DLV-Rechtsausschusses, eine Tätigkeit, die er bereits im Württembergischen Leichtathletik-Verband (WLV) ausübt. Er lebt in Stuttgart gemeinsam mit seiner Ehefrau Alina Astafei. Sie haben zwei gemeinsame Kinder und eine Tochter aus Astafeis erster Ehe. Sein Schwiegervater ist der ehemalige Stabhochspringer Petre Astafei.
Erfolge
- Deutscher Meister 1996 und 2000
- Olympische Spiele 1996, Platz 9
- Olympische Spiele 2000, Platz 8
- Hallenweltmeisterschaften 1997, Platz 5

## Veröffentlichungen
- Kreißig, Wolfgang: Der Sportverein in Krise und Insolvenz, Frankfurt (Main), 2004, ISBN 978-3-631-52768-9. (zugleich Dissertation, Universität Mainz 2003)